# Vincent Pourchot
Vincent Pourchot, né le 27 février 1992 à Metz en France, est un joueur français de basket-ball, évoluant au poste de pivot. Il est également connu pour ses vidéos sur le réseau social Tiktok.
Vincent mesure 2,22 m, ce qui fait de lui l'un des basketteurs français les plus grands en taille de l’histoire.

## Biographie
Vincent Pourchot vit en Moselle, dont il est originaire. Il atteint la taille de 2 mètres à l'âge de 12 ans. Alors qu'un professionnel de santé propose à sa mère de ralentir sa croissance, celle-ci refuse. Son fils lui en est reconnaissant du fait de l'intérêt de sa grande taille pour la pratique sportive.

## Palmarès
- Finaliste du championnat d'Europe -20 ans 2012